# Chiesa di Montevergine (Messina)
La chiesa di Montevergine o santuario di Montevergine con l'adiacente monastero è un luogo di culto di Messina ubicato in via XXIV Maggio (primitiva via dei Monasteri). Appartenente all'arcidiocesi di Messina-Lipari-Santa Lucia del Mela, vicariato di Messina Centro sotto il patrocinio della Madonna della Lettera, arcipretura di Messina.

## Il Dromo
Dromo o Mastra Rua o Via dei Monasteri corrispondente grossomodo al tracciato dell'attuale via XXIV Maggio, con sviluppo nord - sud compreso fra il Torrente Boccetta all'altezza della chiesa di San Francesco d'Assisi all'Immacolata e piazza Fontana Gennaro. In epoca contemporanea l'aggregato religioso di Montevergine costituisce l'unica istituzione superstite ai terremoti della Calabria del 1638, terremoto del Val di Noto del 1693, terremoto della Calabria meridionale del 1783, terremoto della Calabria meridionale del 1894, terremoto di Messina del 1908, a noi pervenuta quasi integralmente.

## Storia
La primitiva via dei Monasteri ove sorge il santuario di Montevergine, era una delle più importanti arterie urbane. In epoca greco - bizantina essa era denominata "dromo", ossia corso per eccellenza, per la teoria di monasteri che la fiancheggiavano, spettacolare colpo d'occhio per chi ammirava la città dal basso e per chi proveniva via mare.
Il monastero e la chiesa di Montevergine sorsero intorno al 1450 per volontà di Eustochia Calafato già monaca professa nel monastero di Santa Maria di Basicò. Onde seguire una regola più rigida acquistò il vecchio ospedale di Santa Maria Accomandata adiacente alla chiesa di Santa Cita, ricevuta l'autorizzazione di Papa Callisto III con bolla pontificia del 15 aprile 1458, per l'adattamento del fabbricato a monastero, vi si trasferì con una consorella non più tardi del mese di novembre del 1460. 
In seguito al crollo del tetto della chiesa e di parte del fabbricato, le religiose si trasferirono tra il maggio e l'agosto del 1464, in una casa offerta da Bartolomeo Ansalone, nella località ove sorge l'attuale monastero. A questa furono aggregate la casa di Papa Leone, la chiesa di Nostra Signora dell'Allegranza, la chiesa di San Nicolò dei Gentiluomini. Con l'acquisto di altre abitazioni adiacenti, formerà un unico complesso, denominato «Monte delle Vergini», più propriamente, «Monte della Vergine» in onore della Madonna.
Nel 1634 si smantellava la primitiva chiesa dell'Allegrezza o dell'Allegranza, sulla quale si sarebbe costruita quella di Santa Maria di Monte Vergine.
Il portale tardo cinquecentesco attribuito agli architetti Giovanni Maffei e Niccolò Francesco Maffei così come la tribuna.
La chiesa era ad unica navata, abbellita con tarsie marmoree e grandi affreschi nel soffitto opere di Letterio Paladino, come il quadro della Concezione e della Sacra Lettera. Sono documentati preziosi rivestimenti in marmi mischi opera dello scultore Vincenzo Tedeschi.
- XVI secolo, Fonte battesimale, manufatto marmoreo, opera di Rinaldo Bonanno.[4]
- 1534, Madonna, statua marmorea, opera di Giacomo Gagini in collaborazione col padre Antonello, opera documentata e probabilmente distrutta durante la successione di eventi sismici anteriori al Terremoto di Messina del 1908.

Nel tesoro sono conservati argenti pregevoli, tra cui anche un ricco ostensorio del Seicento, realizzato dal messinese Sebastiano Juvarra.

### Epoca contemporanea
Il terremoto di Messina del 1908 risparmiò gran parte della chiesa dove è conservato il corpo incorrotto della Santa, nel 1929 l'edificio sacro fu restaurato e riaperto al culto.
- 1658, Madonna degli Angeli, raffigurante la vergine con San Francesco d'Assisi e Santa Chiara, dipinto su tela, opera di Giovan Battista Quagliata, collocata sull'altare maggiore.[2][4][7][5]
- XIX secolo, San Francesco che riceve le Stimmate, dipinto, opera di Michele Panebianco.
- 1931, San Biagio, dipinto, opera di Gaetano Corsini.

## Monastero di Montevergine
Il monastero di Montevergine con il titolo di «Santa Maria degli Angioli», sorto sotto il pontificato di Papa Pio II nel 1453, dove la rigida osservanza della prima regola di Santa Chiara è sempre stata considerata un privilegio, è l'unico monastero di clausura rimasto nella diocesi di Messina.

## Galleria d'immagini

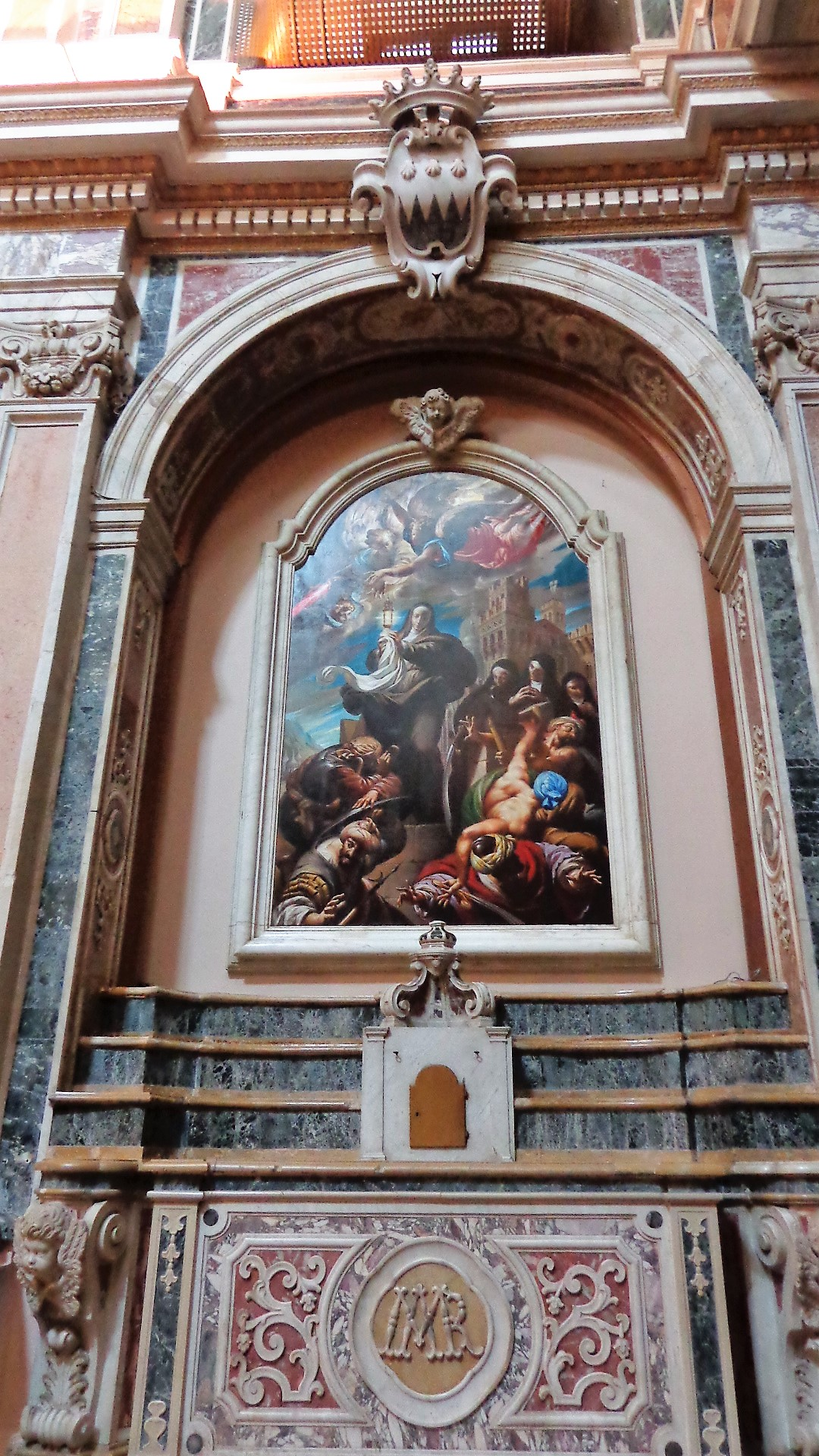
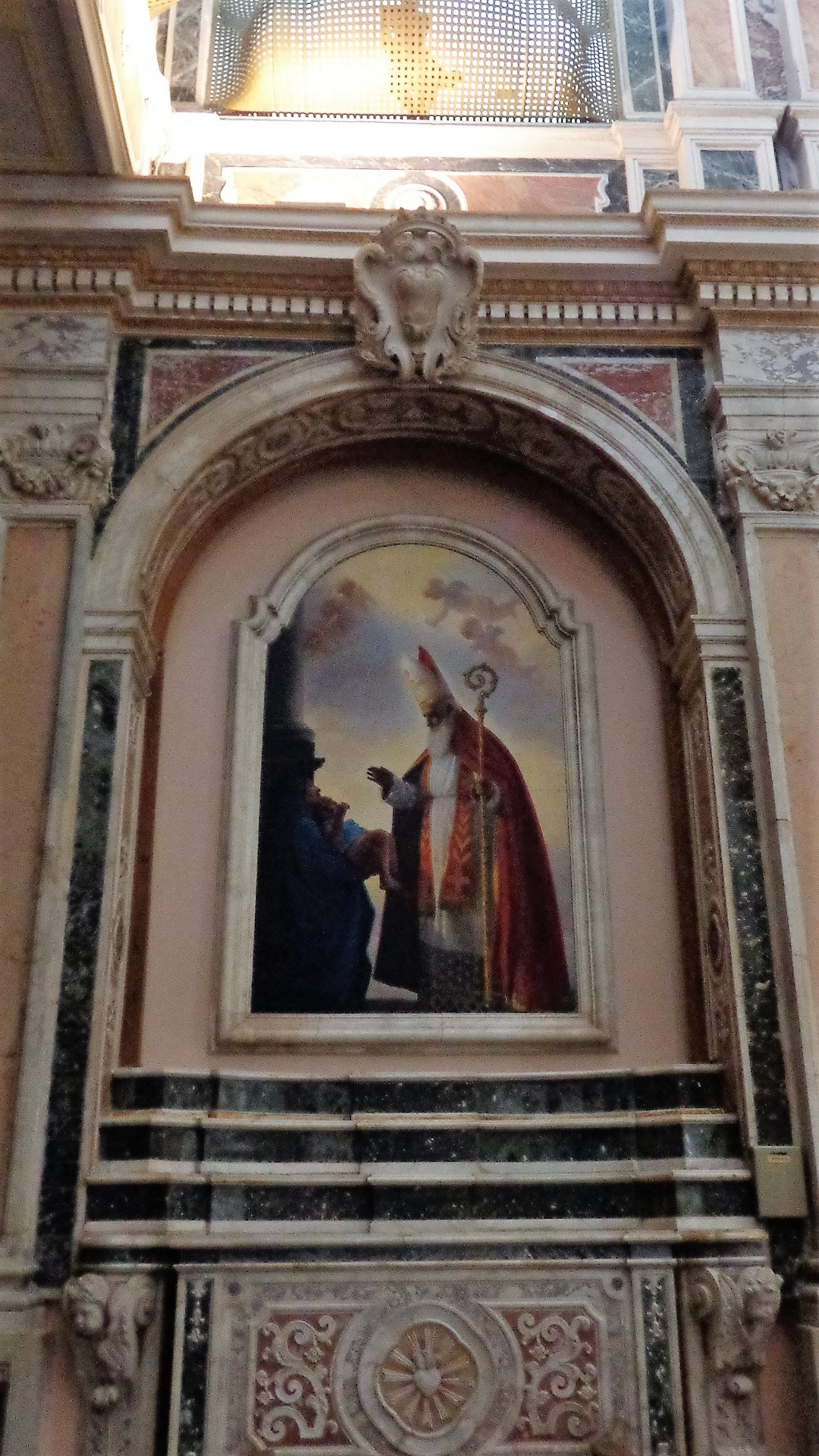
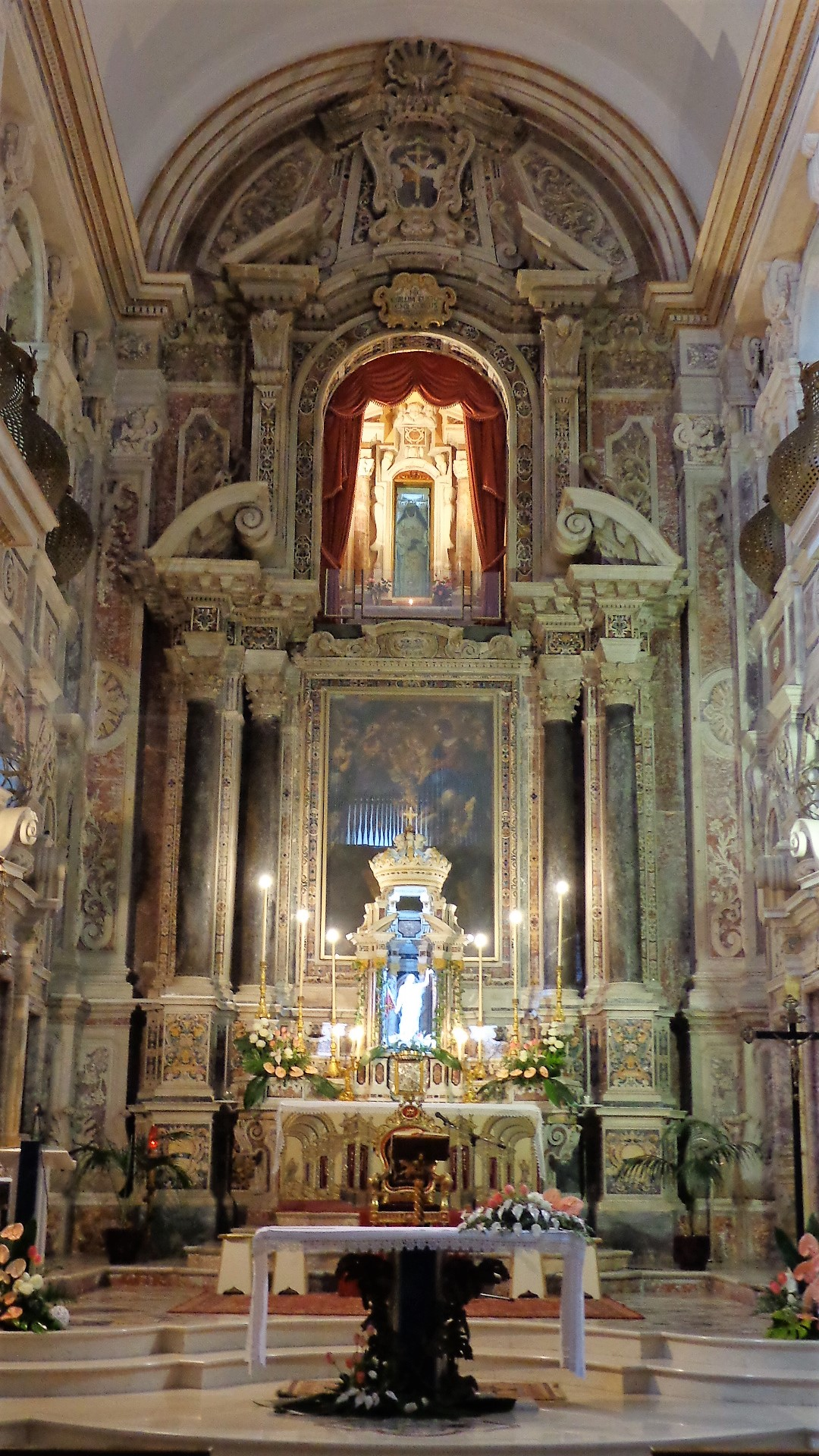